# Formazione Hanson
La Formazione Hanson è una formazione geologica situata sul Monte Kirkpatrick, nei Monti della Regina Alessandra che fanno parte della catena montuosa dei Monti Transantartici, nell'Antartide.
È uno dei tre importanti siti fossili dove si trovano rocce contenenti resti di dinosauri del continente antartico, assieme alla Formazione Santa Marta, risalente al Cretacico superiore e alla Formazione dell'isola Snow Hill. La formazione ha finora permesso di scoprire numeri resti risalenti al Mesozoico, ma la maggior parte è ancora da scavare. 
La formazione viene a volte suddivisa in due sezioni, al di sotto la Formazione Prebble e al di sopra Formazione Falla.

## Fauna fossile della Formazione Hanson

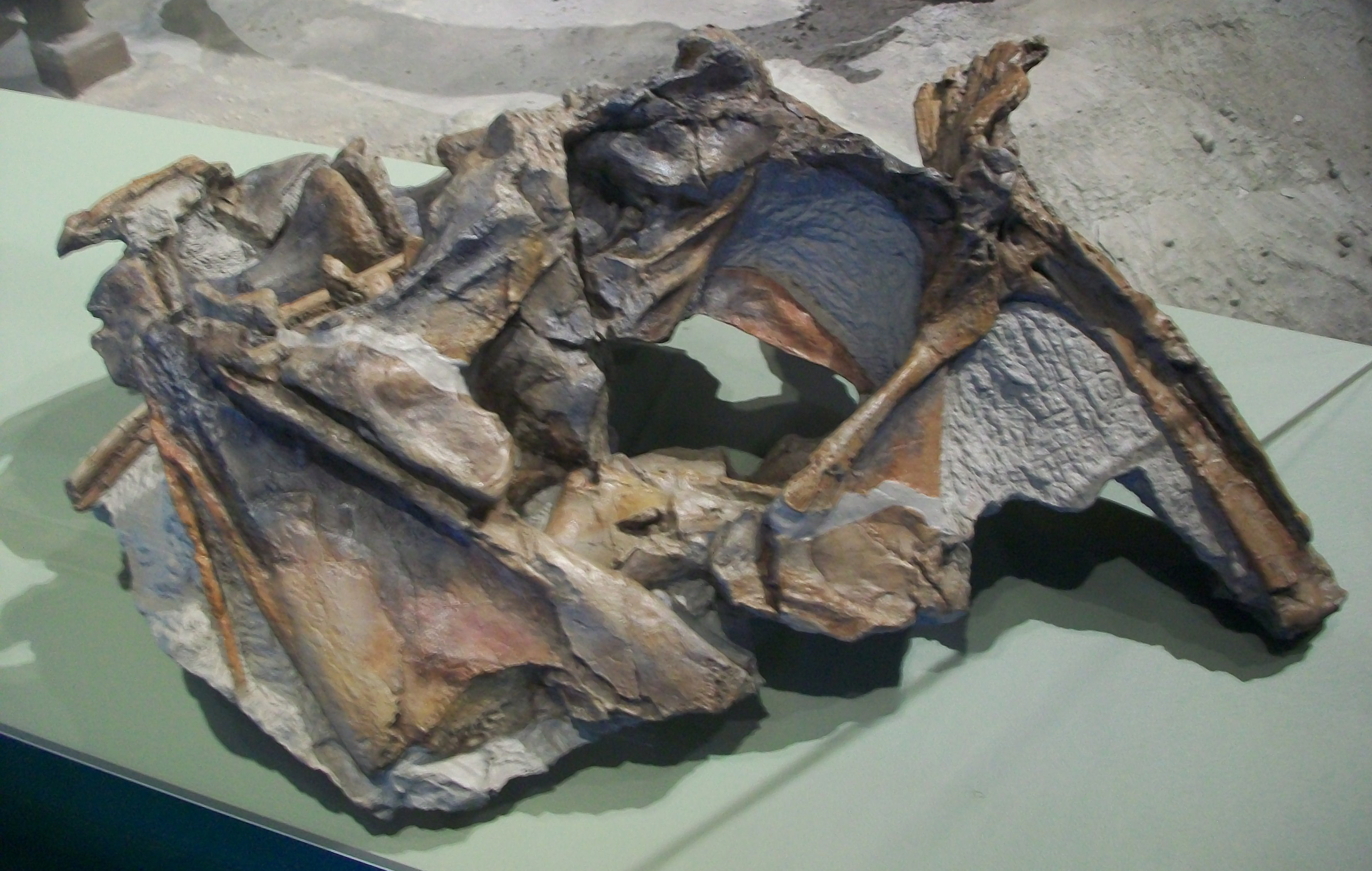
Cranio non ricostruito dell'olotipo di Cryolophosaurus ellioti, FMNH PR1821.

Nella formazione sono stati trovati resti di alberi fossilizzati, a indicazione che circa 190 milioni di anni fa, quando l'Antartide faceva parte del supercontinente Gondwana, si trovava a latitudini molto più elevate e calde, ed era coperto da dense foreste di conifere e cicadofite, e condivideva anche molte specie animali con altre regioni della Gondwana.
Tra le specie animali di cui sono stati ritrovati i fossili sono da annoverare un dente singolo dalla mascella inferiore destra di un  tritilodontide, rettile erbivoro simili ai mammiferi molto diffuso in quell'epoca. È stato identificata anche la coscia di un pterosauro delle dimensioni di un corvo. Sono stati inoltre ritrovati resti di numerosi dinosauri, tra cui Plateosaurus, Coelophysis bauri e Dilophosaurus wetherilli.
Nel 1994, William R. Hammer e William J. Hickerson hanno pubblicato la descrizione scientifica del dinosauro Cryolophosaurus ellioti  il primo dinosauro scoperto nella formazione. Il Cryolophosaurus era un grande predatore carnivoro, lungo circa sei metri, vissuto nel periodo Pliensbachiano del Giurassico inferiore; è quindi il più antico rappresentante dei Tetanurae, il gruppo di dinosauri a cui appartengono molti teropodi. È il primo dinosauro trovato in Antartide e scientificamente descritto. 
I suoi fossili erano stati scoperti nel 1991 da un gruppo di ricerca americano guidato dal professor Hammer a circa 4100 metri di altitudine sul pendio del Monte Kirkpatrick. Nel 2003 furono scoperti altri resti corrispondenti a circa metà dello scheletro.
Nel 2004 i ricercatori hanno trovato anche resti parziali di un grande sauropode erbivoro. Nel 2007 sono stati identificati fossili di Glacialisaurus hammeri, un dinosauro erbivoro che si ritiene avesse una lunghezza attorno agli 8 m e un peso di 4.6 tonnellate. Il Monte Kirkpatrick è l'unico sito conosciuto di ritrovamenti del Glacialisaurus hammeri.